# Haplochromis sp. 'Kyoga flameback'
Haplochromis sp. nov. 'Kyoga flameback' là một loài cá thuộc họ Cichlidae. Nó là loài đặc hữu của Uganda.